# Nehuén Pérez
Patricio Nehuén Pérez (Argentína, Hurlingham, 2000. június 24. –) argentin válogatott labdarúgó, az Udinese játékosa.

## Pályafutása

### Argentinos Juniors
Több kisebb helyi csapat után 2007-ben igazolt az Argentinos Juniorshoz. 2017-ben felkerült a felnőtt csapathoz, ám meccsen nem játszott. 

### Atlético Madrid
2018 nyarán igazolt a spanyol fővárosi csapathoz. A klub azonban egy szezonra kölcsönbe visszaküldte nevelőegyütteséhez. Február elején az Atlético Madrid visszarendelte a fiatal hátvédet. Február 10-én csatlakozott volna a klub felnőttcsapatához, ám ez csak pár nappal később következett be Pérez válogatott szereplése miatt.

### Famalicão
2019 nyarán kölcsönbe került a portugál Famalicão csapatához.